# Hydrops (ormar)
Hydrops är ett släkte av ormar som ingår i familjen snokar. Släktet tillhör underfamiljen Dipsadinae som ibland listas som familj.
Vuxna exemplar är med en längd mellan 75 och 150 cm medelstora ormar. De förekommer i norra Sydamerika öster om Anderna. Individerna simmar ofta och de jagar fiskar samt groddjur. Antagligen lägger honor ägg.
Arter enligt Catalogue of Life och The Reptile Database:
- Hydrops caesurus
- Hydrops martii
- Hydrops triangularis